# Hylesia haxairei
Hylesia haxairei är en fjärilsart som beskrevs av Lemaire 1988. Hylesia haxairei ingår i släktet Hylesia och familjen påfågelsspinnare. Inga underarter finns listade i Catalogue of Life.